# 葉樹聲
葉樹聲（1586—1645），字唱于，號瞻山，浙江湖州府長興縣人，明朝、南明政治人物。

## 生平
葉樹聲是丁元薦的門生，以氣節理學為承擔，崇禎三年（1630年）庚午科浙江鄉試舉人，次年（1631年）聯捷進士，吏部观政，六年授行人，溫體仁數次招攬他，他不回應；十年行取至京，到十一年（1638年）召對稱旨，改任南京福建道監察御史，十三年巡视京营，五年內上疏數十道，包括請求講學、討論起廢、整肅軍政，撫恤災難、救活饑民、平反冤獄，又奉命清理鳳陽倉儲以及汰補京軍老弱。
弘光年間，葉樹聲條畫左良玉兵，阻止他東下，處理臨濠倉的有羨餘都用作慰勞守陵者，其餘都拿來免除賦稅，同時免去錢法局按例進樣錢萬緡，不久因為父母逝世回鄉。南京失陷後他生病，不吃藥而逝。

## 引用
1. ↑  《崇祯四年辛未科三百五十名进士履历》：葉樹聲，唱于，書一房，己巳二月初八日生。长兴人，庚午十五，會二百九十七，三甲二百六十九名。吏部政，癸酉授行人，丁丑行取，戊寅欽选南付建道御史，庚辰巡视京营。曾祖蕙。祖曰沈，寿官。父萃春。
2. 1 2  錢海岳《南明史·卷一百五·列傳第八十一》：葉樹聲，字唱于，長興人。崇禎四年進士。授行人，溫體仁數招不往。遷福建道御史，力卻餽贈，數上疏：請講學，論起廢，肅軍政，恤屯灾，活饑民，平冤獄，清理鳳陽倉儲，汰補京營行伍，條畫左良玉兵止其東下，皆經國大計。治臨濠倉，有羨餘千，則以勞守陵者，餘在民者，悉蠲之。管錢法局，例進樣錢萬緡，卻之。憂歸。南京亡後，疾作，不藥卒。
3. ↑  同治《湖州府志·卷十二·選舉表 舉人一》：崇禎三年庚午（舉人）……葉樹聲 詳進士
4. ↑  同治《湖州府志·卷七十二·人物傳 政績二》：葉樹聲，字唱于，號瞻山，長興人。丁元薦門下士，以氣節理學自任，崇禎四年進士，授行人；時溫體仁柄國，數遣人招致之，弗往。戊寅召對稱旨，為南京福建道御史，先後五年所上數十疏，請講學、論起廢、肅軍政，恤屯灾、活饑民、平冤獄，清理鳳陽倉儲；汰補京營行伍，條畫左兵，止其南下，皆經國大計。治臨濠倉有羨餘千金，則以勞守陵者、餘在民者悉蠲之；管錢法局，例進樣錢萬緡，卻之。癸未外艱歸，明年疾作，卻醫藥卒。 胡志，參長興張志